# 亞斯特魯賓齊
49°4′18″N 29°31′2″E / 49.07167°N 29.51722°E
亞斯特魯賓齊（烏克蘭語：Яструбинці），是烏克蘭西南部的村落，隸屬文尼察州的海辛區。該村處於利薩利帕河畔，始建於1550年，面積2.28平方公里，海拔高度243米，2001年人口544。